# أودري موريس
أودري موريس (بالإنجليزية: Audrey Morris)‏ هي مغنية وعازفة بيانو أمريكية، ولدت في 12 نوفمبر 1928 في شيكاغو في الولايات المتحدة، وتوفي بنفس المكان في 1 أبريل 2018.

## وصلات خارجية
- الموقع الرسمي
- أودري موريس على موقع ميوزك برينز (الإنجليزية)
- أودري موريس على موقع أول ميوزيك (الإنجليزية)
- أودري موريس على موقع ديسكوغز (الإنجليزية)